# 1002

## Починали
- 15 октомври – Анри Велики, херцог на Бургундия